# John Williams (VC)
John Williams (VC), geboren John Fielding - (Merthyr Road, Abergavenny, 24 mei 1857 - Cwmbran, Llantarnam, Gwent, 25 november 1932), was een Welshmen en gedecoreerde met het Victoria Cross, de hoogste en meest prestigieuze onderscheiding voor dapperheid en moed in het zicht van de vijand die kan worden toegekend aan de Britse- en Commonwealth (Gemenebest) strijdkrachten.

## Zijn levensloop
Hij was 21 jaar oud en soldaat 1393 B Co. in het 2e Bataljon, 24e Regiment of Foot (later de South-Wales Borderers), Britse leger tijdens de Zoeloe-oorlog, toen de volgende actie, die van de Slag bij Rorke's Drift, plaatsvond waarvoor hij werd bekroond met het Victoria Cross.
Op 22/23 januari 1879 op Rorke's Drift, Natal, Zuid-Afrika, hield Williams en twee andere mannen stand in een afgelegen ziekenhuiszaaltje, meer dan een uur lang, totdat ze geen munitie meer hadden, tegen de aanvallende en binnendringende Zoeloekrijgers. Tijdens deze aanval binnenin het ziekenhuis werden een van hen en twee patiënten gedood door de Zoeloes.
Ondertussen had soldaat John Williams een gat in de lemen muur weten te hakken met zijn bajonet om een doorgang te maken naar het andere vertrek. Samen met een andere soldaat, Alfred Henry Hook, maakten ze met de punt van hun bajonetten, een groter gat in de muur om de acht resterende patiënten erdoorheen te evacueren uit het inmiddels brandende ziekenhuis. Via ladders ontkwamen ze allen uit het gebouw en vluchten naar de binnenste zijde van de Britse verdedigingsmuren.

## Informatie
Hij werd geboren onder de naam John Fielding maar later ingeschreven in de militaire registers als John Williams bij de Monmouthshire Militie in februari 1877. Daarna werd hij begin 1879 ingedeeld bij het 2/24e Regiment bij Rorke's Drift. Later bereikte Williams de rang van sergeant in het 3e Volunteer (Vrijwilligers) Bataljon, South-Wales Borderers (SWB). Hij werd gehuldigd met het VC in Gibraltar door generaal-majoor Anderson, gouverneur van Gibraltar in maart 1880. John "Fielding" Williams diende daarna in India bij het Reserveleger, tussen 1880-1883.
In 1914 bood hij zich vrijwillig aan voor dienst bij het SWB Depot Personel in Brecon tijdens de gehele Eerste Wereldoorlog en diende aanvankelijk als aanwervingsagent voor de militaire dienst. Hij was getrouwd met Elizabeth Murphy en kregen samen 3 zonen en 3 dochters. Een zoon werd echter gedood toen hij bij het 1/SWB diende, tijdens de bloedige Terugtrekking uit Bergen, (Mons) in 1914.
John "Fielding" Williams overleed in Cwmbran in 1932 en was de laatste overlevende Rorke's Drift VC-houder. Het verpleeghuis, het residentieel tehuis voor gehandicapten "Fielding House", ligt direct tegenover de begraafplaats waar hij zijn laatste rustplaats heeft in Llantarnam, Cwmbran, en is naar zijn naam vernoemd als eerbetoon. Sergeant John "Fielding" Williams ligt begraven op het Saint-Michael's Churchyard in Llantarnam, Gwent, Wales. Hij was 75 jaar toen hij stierf.

## Waarom werd hij onderscheiden met het VC?
In het ziekenhuis van Rorke's Drift hield hij een uur lang vol strijd met de binnendringende Zoeloes, totdat zijn munitie op was. Samen met soldaat Hook staken ze met hun bajonetten een groter doorkruipgat in de muur van het ziekenzaaltje. Hij evacueerde mede acht achtergebleven patiënten naar de binnenste Britse verdedigingsmuur. Hij was 21 jaar ten tijde van de verdediging.

## Zijn medaille
- Zijn Victoria Cross ligt tentoongesteld in het South-Wales Borderes Collection Museum in Brecon, Powys, Wales.